# Severiano Álvarez
Severiano Álvarez Álvarez, španski pisatelj, pesnik in učitelj, * 4. januar 1933, Cuevas del Sil; † 23. september 2013, Ponferrada.
Poleg španščine je pisal tudi v leonščini (različica asturleonščine).
Rodil se je v deželi León v majhnem gorskem naselju. Bil je zelo privržen naravi, kar je v veliki meri vplivalo na njegovo prozo in liriko. Pogosto je pisal o dolini Laciana (leonsko Llaciana), kjer je tudi živel (v mestu Villablino).
Sodeloval je z jezikoslovcem Héctorjem Gilom, pisateljico Evo González Fernández in njenim sinom Robertom pri izdaji faksimila filološkega dela jezikoslovca Ramóna Menéndeza Pidala El Dialecto Leonés, ki je bil prvi znanstveni opis leonščine in v katerem je avtor objavil stare leonske pesmi.